# Fishhook (Alaska)
Fishhook es un lugar designado por el censo situado en el borough de Matanuska-Susitna en el estado estadounidense de Alaska. Según el censo de 2010 tenía una población de 4679 habitantes.

## Demografía
Según el censo de 2010, Fishhook tenía una población en la que el 87,5% eran blancos, 0,6% afroamericanos, 3,6% amerindios, 1,2% asiáticos, 0,2% isleños del Pacífico, el 0,7% de otras razas, y el 6,2% pertenecían a dos o más razas. Del total de la población el 2,8% eran hispanos o latinos de cualquier raza.

## Localidades adyacentes
El siguiente diagrama muestra a las localidades más próximas a Fishhook.